# Jedward
Jedward je irské pěvecké duo. Tvoří jej bratři Grimesovi, John a Edward (dvojčata, * 16. října 1991). V roce 2009 se představili pod jménem John & Edward v britském pořadu The X Factor. Později začali vystupovat pod názvem Jedward.
Celkem vydali čtyři alba, přičem první dvě jsou platinová. V roce 2011 reprezentovali Irsko na Eurovision Song Contest s písní „Lipstick“ (8. místo ve finále), o rok později se do soutěže vrátili se skladbou „Waterline“ (19. místo ve finále).
V roce 2010 vznikl o skupině třídílný dokumentární film Jedward: Let Loose.

## Diskografie

### Alba
- 2010: Planet Jedward
- 2011: Victory
- 2012: Young Love
- 2019: Voice of a Rebel